# Ophelia Shtruhl
Ophelia Shtruhl (hebräisch אופליה שטראל, auch: Ophelia Shtrel) (* 7. September 1940 in Westmoldau, Rumänien; † April 2022 in Tel Aviv) war eine israelische Schauspielerin.

## Leben
Shtruhl begann im Alter von 15 Jahren am jüdischen Theater in Bukarest aufzutreten und wirkte in dieser Zeit in ersten Spielfilmen mit. Im Alter von 24 Jahren wanderte sie nach Israel aus. Ab 1965 stand sie regelmäßig auf der Theaterbühne in Stücken wie Anne Frank, Vor Sonnenuntergang oder Blues for Mister Charlie. Spielfilme wie Free Man's Blood or The Sykariki (HaSykariki, 1970, Menachem Binetski) und The Angel Was a Devil (Ha-Malach Haya Satan, 1976, Moshe Guez) blieben die Ausnahme. Letztgenannter gilt als „schlechtester israelischer Film aller Zeiten“. Die Jugendkomödie Eis am Stiel (Eskimo Limon, 1978, Boaz Davidson) markierte Shtruhls Durchbruch, auch wenn die Schauspielerin in späteren Interviews immer wieder behauptete, die Rolle der nymphoman veranlagten Stella hätte ihrer Karriere nachhaltig geschadet. In der japanischen Fassung von Eis am Stiel wurde die freizügige Szene nur gekürzt gezeigt. Im Zuge ihrer Popularität wirkte sie in zahlreichen Kinofilmen in tragenden Rollen mit. Ein Film war die internationale Canon-Films-Produktion Der Magier (The Magician of Lublin, 1979, Menahem Golan). Auch in diesem Kinofilm, der mit Alan Arkin und Shelly Winters prominent besetzt war, zog sich die Rumänin vor der Kamera aus und festigte so ihr freizügiges Image. Im selben Jahr gewann sie den Preis „beste Schauspielerin des Jahres im israelischen Kino“.
Im Drama Die Beute des Geiers (Ha-Ayit, 1981, Yaki Yosha) spielte Shtruhl die Mutter eines getöteten Soldaten. Von 1983 bis 1990 war Shtruhl in zahlreichen Soloprogrammen auf der Theaterbühne zu sehen, darunter Paradies, Hinter verschlossenen Türen oder Jedermann. 1985 verklagte sie „Cannon Films / Golan-Globus“, weil man ihre Szenen aus Eis am Stiel in den Film Eis am Stiel 6 – Ferienliebe (Harimu Ogen, 1985, Dan Wolman/Joel Silberg) hinein geschnitten hatte. Sie erhielt eine hohe Entschädigung und die Szenen wurden im Film belassen. In der Komödie Crazy Weekend – Ausgeflippt, total verrückt (Sof Shavua Meturaf, 1986, Yeud Levanon), spielte Shtruhl die Stiefmutter der Hauptdarstellerin und bewies einmal mehr ihre Vielseitigkeit. 1996 veröffentlichte Shtruhl ihre Autobiografie Perlennacht. In der erfolgreichen israelischen Sitcom Shemesh (1997–2004) spielte sie 1998 die Mutter des Hauptdarstellers. 2006 war mit dem Solo-Bühnenprogramm Ophelia Tales zu sehen, indem sie sich an ihre Kindheit und Rollen in Theater und Film erinnert. 2011 wirkte sie als Protagonistin in dem Dokumentarfilm Looking for Moshe Guez (2011, Avida Livny) über die chaotische Produktion The Angel Was a Devil (Ha-Malach Haya Satan, 1976, Moshe Guez) mit.
Sie starb Anfang April 2022 im Alter von 81 Jahren nach langer Krebserkrankung.

## Filmografie (Auswahl)
- 1970: Free Man's Blood or The Sykariki (HaSykariki)
- 1976: The Angel Was a Devil (Ha-Malach Haya Satan)
- 1978: Eis am Stiel (Eskimo Limon)
- 1978: It's a Funny, Funny World (Yisraelim Matzhikim)
- 1979: The Wooden Gun (Roveh Huliot)
- 1979: Der Magier (The Magician of Lublin)
- 1979: Wrong Number (Ta'ut Bamispar)
- 1979: Sweet and Sour (Lo La'alot Yoter)
- 1981: Die Beute des Geiers (Ha-Ayit)
- 1986: The Plumber – Immer wenn's klemmt (Ha-Instalator)
- 1986: Crazy Weekend – Ausgeflippt, total verrückt (Sof Shavua Meturaf)
- 1997: Music (Kurzfilm)[8]
- 1998: Shemish (TV-Serie)
- 2011: Looking for Moshe Guez (Dokumentarfilm)